# 比蒂希海姆
比蒂希海姆是德国巴登-符腾堡州的一个市镇。总面积13.90平方公里，总人口6086人，其中男性2922人，女性3164人（2011年12月31日），人口密度438人/平方公里。